# 61444 Katokimiko
61444 Katokimiko è un asteroide della fascia principale. Scoperto nel 2000, presenta un'orbita caratterizzata da un semiasse maggiore pari a 2,5300560 UA e da un'eccentricità di 0,2484629, inclinata di 5,68922° rispetto all'eclittica.